# Klaudia Jans-Ignacik
Klaudia Jans-Ignacik (Gdynia, 24 de setembro de 1984) é uma ex-tenista profissional polonesa, especialista em duplas.
Em 2016, tornou-se capitã do time da Polônia na Fed Cup. No final do ano, anunciou sua aposentadoria como jogadora.

## Grand Slam finais

### Duplas Mistas: 1 (1 vice)
| Posição | Ano  | Campeonato    | Piso   | Parceiro          | Oponentes                   | Placar        |
| ------- | ---- | ------------- | ------ | ----------------- | --------------------------- | ------------- |
| Vice    | 2012 | Roland Garros | Saibro | Santiago González | Sania Mirza Mahesh Bhupathi | 6–7(3–7), 1–6 |

## Premier Mandatory/Premier 5 finais

### Duplas: 1 (1 título)
| Posição | Ano  | Torneio  | Piso | Parceira            | Oponentes                        | Placar           |
| ------- | ---- | -------- | ---- | ------------------- | -------------------------------- | ---------------- |
| Campeã  | 2012 | Montreal | Duro | Kristina Mladenovic | Nadia Petrova Katarina Srebotnik | 7–5, 2–6, [10–7] |

## WTA finais

### Duplas: 10 (3 titles, 7 runners-up)
| Campeã — Legenda (pre/pos 2010)              |
| -------------------------------------------- |
| Grand Slam (0–0)                             |
| WTA Tour (0–0)                               |
| Tier I / Premier Mandatory & Premier 5 (1–0) |
| Tier II / Premier (0–2)                      |
| Tier III, IV & V / International (2–5)       |

| Títulos por Piso |
| ---------------- |
| Duro (1/3)       |
| Grama (0/0)      |
| Saibro (2/4)     |
| Carpete (0/0)    |

| Posiçõ | N. | Data            | Torneio                                              | Piso   | Parceira            | Oponente                                       | Placar                |
| Vice   | 1. | 9 Agosto 2004   | Orange Prokom Open, Sopot, Polônia                   | Saibro | Alicja Rosolska     | Nuria Llagostera Vives Marta Marrero           | 4–6, 3–6              |
| Vice   | 2. | 25 Abril 2005   | J&S Cup, Varsóvia, Polônia                           | Saibro | Alicja Rosolska     | Tatiana Perebiynis Barbora Záhlavová-Strýcová  | 1–6, 4–6              |
| Vice   | 3. | 18 July 2005    | Internazionali Femminili di Palermo, Palermo, Itália | Saibro | Alicja Rosolska     | Giulia Casoni Mariya Koryttseva                | 6–4, 3–6, 5–7         |
| Vice   | 4. | 10 Janeiro 2009 | Brisbane International, Brisbane, Austrália          | Duro   | Alicja Rosolska     | Anna-Lena Grönefeld Vania King                 | 6–3, 5–7, [5–10]      |
| Campeã | 1. | 12 Abril 2009   | Andalucia Tennis Experience, Marbella, Espanha       | Saibro | Alicja Rosolska     | Anabel Medina Garrigues Virginia Ruano Pascual | 6–3, 6–3              |
| Vice   | 5. | 18 Outubro 2009 | Generali Ladies Linz, Linz, Áustria                  | Duro   | Alicja Rosolska     | Anna-Lena Grönefeld Katarina Srebotnik         | 1–6, 4–6              |
| Vice   | 6. | 8 Janeiro 2011  | Brisbane International, Brisbane, Austrália          | Duro   | Alicja Rosolska     | Alisa Kleybanova Anastasia Pavlyuchenkova      | 3–6, 5–7              |
| Vice   | 7. | 21 Maio 2011    | Brussels Open, Brussels, Bélgica                     | Saibro | Alicja Rosolska     | Andrea Hlaváčková Galina Voskoboeva            | 6–3, 0–6, [5–10]      |
| Campeã | 2. | 26 Maio 2012    | Internationaux de Strasbourg, Estrasburgo, França    | Saibro | Olga Govortsova     | Natalie Grandin Vladimíra Uhlířová             | 6–7(4–7), 6–3, [10–3] |
| Campeã | 3. | 12 Agosto 2012  | Rogers Cup, Montreal, Canadá                         | Duro   | Kristina Mladenovic | Nadia Petrova Katarina Srebotnik               | 7–5, 2–6, [10–7]      |